# Ilse Storb
Ilse Storb  (* 18. Juni 1929 in Essen) ist eine deutsche Musikwissenschaftlerin und Musikpädagogin. Storb ist die einzige Professorin für Jazzforschung in Europa.

## Biographie
Ilse Storb studierte in Köln, Paris (Sorbonne) und Boston (Berklee College of Music) Schulmusik, Romanistik, Musikwissenschaften und Jazz-Education.
Storb promovierte über Claude Debussy und schrieb ihre Habilitation über Dave Brubeck. 1971 wurde auf ihre Initiative hin in enger Zusammenarbeit mit Joe Viera das Jazzlabor an der Pädagogischen Hochschule in Duisburg, jetzt Universität Duisburg-Essen gegründet. Im Jazzlabor arbeiteten bekannte Jazzpädagogen und Musiker wie Theo Jörgensmann, Monika Linges oder Helen Sachs. Mit diesem Ausbildungsgang wurde im Bereich der Schulmusikausbildung Neuland betreten. Mit den zahlreichen Gruppen des Jazzlabors produzierte sie 1989 die LP Interaction und organisierte drei Kongresse, die sich der Jazzpädagogik und der improvisierten Musik widmeten. Das Jazzlabor Duisburg gilt auch als Vorläufer späterer Ausbildungsgänge für Jazz an den Musikhochschulen.
1982 wurde sie zur Professorin für Systematische Musikwissenschaft einschließlich Jazzforschung an der Universität Duisburg ernannt. Trotz Storbs intensiver Kooperationsbemühungen, jazzkünstlerische Ausbildung an der Folkwang-Hochschule Essen mit jazzpädagogischen und jazzwissenschaftlichen Ausbildungsgängen an der Gerhard-Mercator-Universität Duisburg zu verbinden, wurde das Jazzlabor Anfang der 1990er Jahre liquidiert. Die Folkwang-Leitung wollte alle Stellen nach Essen herüberziehen.
Im Weiteren ist sie als Musikerin aktiv und tritt bundesweit mit ihren verschiedenen Konzertprogrammen auf. 1989 gründete sie die Uni Duisburg Big Band, 1991 die Band Ilse and her Satchmos. 1994 führten Tourneen sie nach Nigeria und Brasilien, 1999 nach Japan und China und bereits seit 1971 rund 30 Forschungsreisen nach Schwarzafrika. 1996 reanimierte Storb das Jazzfestival von Tabarka (Tunesien). 20 weitere Forschungsreisen führten Storb in die USA, wo sie u. a. Vorträge vor der International Association of Jazz Education hielt und von dieser mehrfach ausgezeichnet wurde.
Für die interkulturelle Vermittlung, ihren Einsatz für Weltmusik und ihre weltweite Friedensarbeit erhielt Storb 1998 das Bundesverdienstkreuz am Bande.
Ilse Storb ist die Schirmherrin des gemeinnützigen Vereins Karuna Deutschland, welcher sich für Hilfsprojekte in Indien und Nepal, insbesondere für die Gleichberechtigung von Frauen und Kindern engagiert.
Seit ihrer Emeritierung engagiert sich Storb insbesondere für das von ihr in Zusammenarbeit mit der Folkwang-Musikschule der Stadt Essen ins Leben gerufene „Labor für Weltmusik“, welches in seiner Funktion einmalig im Ruhrgebiet ist. Sie pflegt dabei intensive Kontakte zu Musikern und Wissenschaftlern aller Kontinente, insbesondere nach Afrika.
Ilse Storb ist zudem nach wie vor regelmäßiger Gast verschiedener TV-Sendungen (etwa bei DAS!, Menschen der Woche, Kölner Treff, Menschen bei Maischberger, Das perfekte Promi-Dinner und TV total). Im November 2014 gab die 85-Jährige im Deutschlandradio Kultur ein einstündiges autobiografisches Langinterview.

## Trivia
- Von ihrem Vorbild Louis Armstrong übernahm Ilse Storb das Motto: „I like to make people happy.“
- Zu den Schülern des Jazzlabors gehörte auch Helge Schneider.
- In der Öffentlichkeit fällt sie oftmals durch überdimensionierte, poppige Brillen auf. Die 7,80 Dollar teure Sonnenbrille aus Miami, Florida, ist im Fernsehen inzwischen zu ihrem Kennzeichen geworden.[3]

## Bibliographie (deutschsprachige Ausgaben)
- Untersuchungen zur Auflösung der funktionalen Harmonik in den Klavierwerken von Claude Debussy. Dissertation, Universität zu Köln 1967.
- Jazz-Musik in der Hauptschule. SIL, Speyer 1983. (Spätere, erweiterte Neuauflage unter dem Titel Jazz und neue Musik im Unterricht, Lit, Münster 2001)
- Louis Armstrong. Biographie mit Selbstzeugnissen und Bilddokumenten. Rowohlt, Reinbek 1989, ISBN 3-499-50443-X.
- Dave Brubeck - Improvisationen und Kompositionen: Die Idee der kulturellen Wechselbeziehungen. Lang, Frankfurt am Main 1991; 2. Auflage: Lit, Münster 2000, ISBN 3-8258-4763-2.
- Jazz meets the world – the world meets Jazz. Lit, Münster 2000, ISBN 3-8258-3748-3.
- Jazz und Neue Musik im Unterricht. Lit, Münster 2001, ISBN 3-8258-3755-6.